# Convitto Scuola della Rinascita
Il nome Convitto Scuola della Rinascita si riferisce ad alcune scuole attive in una decina di città del Nord Italia tra il 1945 e i primi anni cinquanta. Le scuole, per giovani dai quindici ai ventotto anni, furono inizialmente riservate a ex partigiani, ma in seguito estesero la loro missione aprendosi «ai reduci dalla deportazione e dalla prigionia, i figli dei caduti e delle vittime politiche e dei perseguitati politici, indipendentemente da ogni distinzione di razza,  di religione e di ideologia politica [...] ai lavoratori e ai figli dei lavoratori».

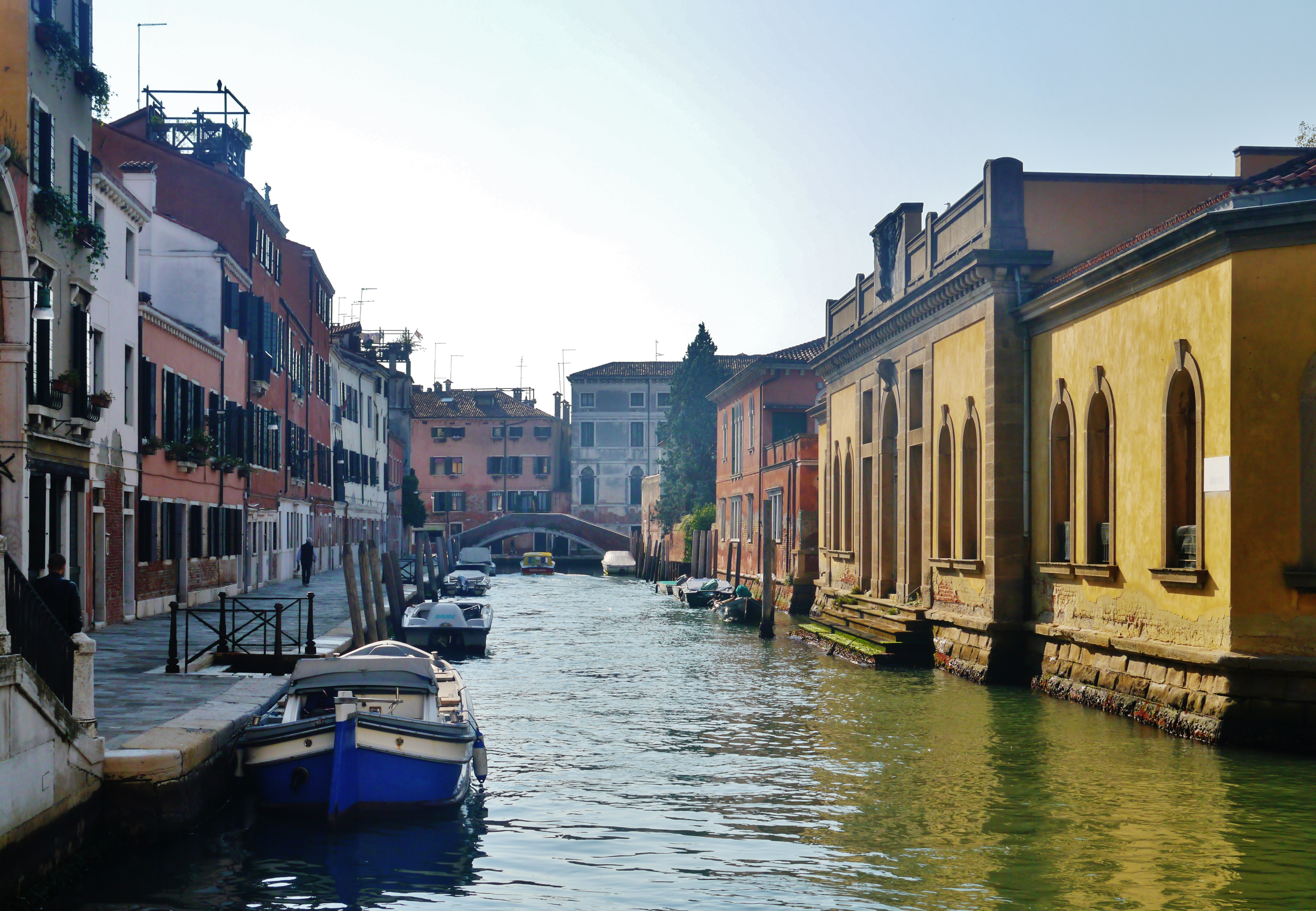
A destra (in giallo), Convitto di Venezia

Il primo Convitto fu aperto a Milano nel 1945. Un gruppo di studiosi, tra cui Antonio Banfi, Cesare Musatti, Gaetano Kanizsa, influenzati dalle esperienze educative svolte dalle Brigate Garibaldi (soprattutto nella Repubblica partigiana dell'Ossola), avevano istituito un centro di orientamento per ex partigiani, che presto assunse la forma di vera e propria scuola, su iniziativa di Luciano Raimondi. La scuola, ispirata a principi di autogoverno e a uno stile "anticattedratico", impartiva corsi di avviamento alle più diverse professioni. Tra gli insegnanti anche Antonio Leopoldo Basso, Bianca ed Elena Ceva, Lica Steiner, Albe Steiner, Gabriele Mucchi, Alba Dell'Acqua Rossi e Anna Maria Princigalli (ex ufficiale garibaldina, torturata fai fascisti, che diresse il convitto per orfani di guerra di Novara assistita da un giovane Guido Petter e lavoro' nella direzione dei convitti rinascita di Roma e Milano) . Giudicati "scuole e corsi di ispirazione comunista" e per questo esclusi dai finanziamenti statali, i Convitti cessarono le loro attività per carenza di fondi intorno alla metà degli anni '50, con l'eccezione di uno dei Convitti milanesi che ottenne il riconoscimento legale nel 1956 e divenne scuola media statale nel 1974 col nome di Scuola media Rinascita Amleto Livi. 